# 保卫舍布拉热
保卫舍布拉热是1943年7月4日至10月15日期間烏克蘭反抗軍在進攻沃倫省盧茨克時與波兰人自卫队、波蘭家鄉軍、蘇聯游擊隊爆發的衝突。 最終苏联红军于1944年2月占领沃倫省地区。苏方将烏克蘭反抗軍视作敌军，苏军制止了烏克蘭反抗軍的一切袭击行动。